# 陈一新 (1910年)
陈一新（1910年—1979年），男，安徽金寨人，中华人民共和国政治人物，曾任中共湖北省委政法部部长、湖北省副省长，湖北省政协副主席。